# Austin Blythe
Austin Blythe (* 16. června 1992 v Williamsburgu, stát Iowa) je hráč amerického fotbalu nastupující na pozici Centera za tým Indianapolis Colts v National Football League. Univerzitní fotbal hrál za University of Iowa, poté byl vybrán v sedmém kole Draftu NFL 2016 týmem Indianapolis Colts,

## Vysoká škola a univerzita
Blythe navštěvoval Williamsburg High School, kde se kromě amerického fotbalu věnoval i zápasu, v němž se stal třikrát v řadě mistrem státu v těžké váze. Během těchto čtyř let si také jako Defensive tackle připsal 123 tacklů, 14 sacků a tři fumble recovery.
Za University of Iowa Blythe odehrál 52 utkání (51 jako startující hráč). V posledním ročníku pomohl svému týmu k vítězství v prvních dvanácti utkáních sezóny a zahrál si tak Rose Bowl. Rovněž byl jedním z kandidátů na Rimington Trophy pro nejlepšího Centera, tu nakonec získal jeho budoucí spoluhráč Ryan Kelly.

## Profesionální kariéra
| Parametry před draftem |           |              |                |                    |        |          |                   |                |              |
| Výška                  | Váha      | Délka paží   | Velikost rukou | Sprint na 40 yardů | 20 ss  | 3 kužely | Vertikální výskok | Skok z místa   | Benchpress   |
| 6 stop 2 palce         | 291 liber | 30 1⁄4 palce | 9 3⁄8 palce    | 5.36 s             | 4.53 s | 7.52 s   | 31 palců          | 8 stop 3 palce | 29 opakování |

### Indianapolis Colts
Blythe byl draftován v sedmém kole Draftu NFL 2016 jako 248. hráč celkově týmem Indianapolis Colts, nováčkovský kontrakt s ním podepsal 5. května 2016.